# Josef Scheidl
Josef Scheidl (* 7. Januar 1907 in Wien; † 24. März 1985 ebenda) war ein österreichischer Politiker (ÖVP).

## Leben
Josef Scheidl war Schuldirektor. Als  ÖVP-Politiker war er Mitglied des Bundesrates vom 4. Juni 1959 bis zum 3. Mai 1961. Ab 1951 arbeitete er als stellvertretender Generalsekretär unter anderem von Alfred Maleta und Hauptgeschäftsführer der ÖVP.